# Michael McDowell (écrivain)
Pour les articles homonymes, voir Michael McDowell et McDowell.
Œuvres principales
- Beetlejuice (scénario)
- Blackwater (romans)

Michael McDowell, né le 1er juin 1950 à Enterprise (Alabama) et mort le 27 décembre 1999 à Boston (Massachusetts), est un écrivain et scénariste américain.
Stephen King le décrit comme « le meilleur auteur de paperbacks originals aux États-Unis à ce jour »,.
Il est notamment connu pour avoir écrit l'histoire et le scénario du film Beetlejuice de Tim Burton.
Il a également écrit sous plusieurs noms de plume : Axel Young, Nathan Aldyne, Preston Macadam et Mike McCray.

## Biographie
Michael McEachern McDowell naît en 1950 à Enterprise, dans l'Alabama. Il suit une scolarité au TR Miller High à Brewton, Alabama, puis fait des études (BA et MA) à l'université Harvard. Il poursuit avec un doctorat (Ph.D.) en anglais à l'université Brandeis en 1978. Sa thèse s'intitule « Comportements américains envers la mort, 1825-1865 (American Attitudes Toward Death, 1825-1865) ».
En même temps qu'il rédige sa thèse, il se rend compte qu'il ne veut pas enseigner ; il souhaite devenir écrivain. Son premier roman n'essuie que des refus ; il se lance dans l'écriture d'un deuxième. Dans son entretien avec Douglas E. Winter, il raconte que les bandes-annonce de La Malédiction et de L'Exorciste l'ont poussé à s'interroger sur les enfants possédés, ce qui lui a donné la matière d'un autre livre.
Il soutient finalement sa thèse et obtient un doctorat, puis trouve un emploi de secrétaire et se consacre pleinement à l'écriture. Sa carrière littéraire est lancée avec The Amulet. Il vit de sa plume à partir du début des années 1980.
McDowell vit à Medford, Massachusetts tout en conservant un pied-à-terre à Hollywood avec sa sœur Ann et le réalisateur Peter Lake. Il a aussi un frère, James. Le partenaire de McDowell est l'historien du théâtre et metteur en scène Laurence Senelick, qu'il a rencontré en 1969 alors qu'il faisait partie de la distribution de la pièce Bartholomew Fair, mise en scène par Senelick. Ils sont restés ensemble pendant trente ans, jusqu'à la mort de McDowell.
McDowell était un grand collectionneur d'objets liés à la mort. Sa collection, vaste et variée, qui comprend plus de soixante-seize boîtes, inclut des pièces telles que des broches mortuaires, des photographies et des plaques provenant de cercueils de nourrissons. Après sa mort, la collection a été acquise par l'université Northwestern de Chicago, où elle est exposée depuis 2013. Sa riche correspondance ainsi que tous ses manuscrits sont archivés à la Bowling Green State University, dans l'Ohio.
McDowell est diagnostiqué comme étant atteint du sida en 1994. Les années suivantes, il enseigne l'écriture de scénarios à l'université de Boston et à l'université Tufts, tout en continuant à écrire des scénarios sur commande. L'un de ses derniers projets, sur lequel il travaillait au moment de sa mort, est une suite de Beetlejuice. Son dernier roman, Candles Burning, a été achevé par la romancière Tabitha King et publié en 2006.
McDowell meurt le 27 décembre 1999 à Boston (Massachusetts) des suites d'une maladie liée au sida.

## Carrière

### Carrière littéraire
En 1979, après en avoir écrit six qui seront refusés et plusieurs scénarios pour le cinéma, il publie son premier roman, The Amulet. Il enchaîne avec des romans très variés. Les Brumes de Babylone (Cold Moon Over Babylon) (1980), un roman d’atmosphère sur fond de vengeance surnaturelle, lui vaut rapidement la réputation de jeune auteur d’horreur de premier plan. Cette même année, il dévoile ses talents dans un style plus historique avec Gilded Needles, un thriller psychologique se déroulant dans le New York des années 1870. Puis vient son roman préféré, Cauchemars de sable (The Elementals) (1981), dont les abominations irrationnelles reflètent sa vision sinistre du monde. Il sera suivi d’un deuxième roman d’horreur historique, Katie (1982).
S'il est sans doute plus connu pour ses œuvres d'horreur gothique du Sud des États-Unis, Michael McDowell était un styliste accompli et a écrit plusieurs séries de livres présentant des différences marquées en termes de ton, de personnages et de sujets. Ses romans d'époque sont loués pour leur sens aigu de la recherche historique et la précision des détails, et vont de la ville de New York de l'âge d'or à l'Alabama de l'époque de la Grande Dépression.
Michael McDowell a collaboré avec son ami Dennis Schuetz pour écrire quatre romans policiers mettant en scène le détective homosexuel Daniel Valentine et son acolyte Clarisse Lovelace : Vermillion (1980), Cobalt (1982), Slate (1984) et Canary (1986). Les quatre romans ont été publiés sous le pseudonyme de Nathan Aldyne.
Au début des années 1980, Michael McDowell et Dennis Schuetz ont publié deux thrillers psychologiques, Blood Rubies (1982) et Wicked Stepmother (1983) sous le pseudonyme d'Axel Young. Les deux livres étaient des parodies exagérées de romans à suspense à la manière de Sidney Sheldon.
De janvier à juin 1983, Michael McDowell fait paraître chez Avon, mois après mois, une mini-série de romans ayant pour cadre une ville et pour personnages les membres d'une famille de l'Alabama : Blackwater. Le procédé inspire Stephen King pour la publication de La Ligne verte. À propos de cette saga, l'auteur et critique Alan Ryan déclare :

« Les points forts de McDowell sont nombreux. Sa prose est riche, allusive et souvent complexe, mais si bien polie qu'elle ne détourne jamais l'attention. »

Dans la préface qu'il signe pour l'édition de Blackwater parue chez Centipede Press en 2014, l'écrivain Poppy Z. Brite déclare :

« La série Blackwater de Michael McDowell est son œuvre la plus étoffée, la plus luxuriante, des brassées de fleurs étranges liées entre elles par une racine certes nourricière mais aussi tordue, celle de la famille – une racine capable de grimper le long d’un chêne d’eau, l’arbre favori d’Elinor Caskey et duquel cette dernière semble tirer sa force. Aux lecteurs découvrant pour la première fois la famille Caskey : savourez ces sombres fruits, leur parfum est entêtant et peut-être toxique, mais doux avec des notes de brise du Sud et d'argile rouge venue du fond de la Perdido. On pourrait s’y noyer… »

Sa saga phare Blackwater a été éditée en français pour la première fois par la maison d'édition indépendante Monsieur Toussaint Louverture. En 2022, la maison d'édition publie un tome tous les 15 jours, en trois mois. Le but est de renouer avec le genre du roman-feuilleton et attiser la curiosité du lectorat. À la suite de l'explosion de la popularité de la saga Blackwater, Monsieur Toussaint Louverture annonce en juin 2023 la création d'une « Bibliothèque Michael McDowell » dans sa ligne éditoriale, avec le projet de publication de six nouveaux romans de l'auteur qui sortiront tous les six mois jusqu'en 2025. Le premier est Les Aiguilles d'or, paru en octobre 2023. Le deuxième, Katie, paraît en avril 2024. Le troisième, Lune froide sur Babylone, paraît en octobre 2024.
Les livres se sont aussi démarqués grâce à leur couverture, réalisées par l'illustrateur Pedro Oyarbide.
Au milieu des années 1980, Michael McDowell a écrit la série de romans policiers Jack and Susan pour Ballantine Books, mettant en scène des personnages qui rappellent le film Thin Man. La série comprend Jack and Susan in 1953 (1985), Jack and Susan in 1913 (1986) et Jack and Susan in 1933 (1987). Les livres relatent les aventures d'un couple éternellement jeune et de leur chien. Engagé à en écrire un pour chaque décennie du siècle, McDowell s'est retiré du contrat après trois volumes.

### Carrière cinématographique
Comme l'écrit le poète et journaliste Lloyd Schwartz dans le Boston Phoenix, Michael McDowell a commencé sa carrière cinématographique sur un coup de chance : 

« Un jour, alors qu'il ne s'y attendait pas du tout, McDowell reçoit un appel du bureau de George Romero. Le réalisateur de La Nuit des morts-vivants avait aussi une série télévisée Histoires de l'autre monde. Au téléphone, on demande à Michael s'il écrit des scénarios. Michael admet qu'il ne le fait pas encore, mais qu'il peut vite apprendre. À la fin de la conversation, Michael, curieux de savoir comment le bureau de Romero avait entendu parler de lui, demande à ses interlocuteurs lesquels de ses livres ils ont lu. Mais les titres qu'ils mentionnent ont en fait été écrits par un autre Michael McDowell ! Embarrassé, l'assistant de Romero lui demande si lui aussi écrit des histoires d'horreur. Quand Michael entend à nouveau parler de Romero, les assistants de celui-ci ont lu ses livres, les ont adorés et veulent travailler avec lui. »

Ses épisodes les plus connus des Histoires de l'autre monde sont un conte de Noël troublant avec E.G. Marshall, Seasons of Belief, qu'il a également réalisé, et The Cutty Black Sow, avec Debbie Harry. Stephen King était un fan incontesté de Michael McDowell (qui a écrit le scénario de son film La Peau sur les os), tout comme Steven Spielberg, pour qui il a travaillé sur la série Histoires fantastiques. Il a écrit des épisodes pour la reprise d'Alfred Hitchcock Presents, notamment Le Bocal (1986), avec Ray Bradbury.

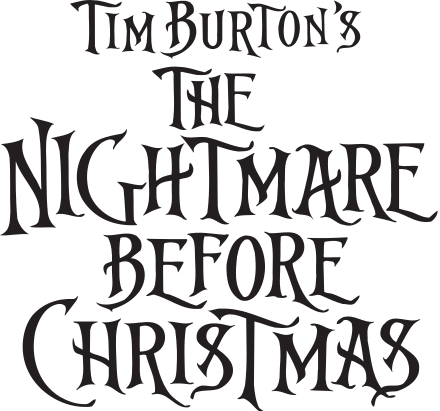
L'Étrange Noël de monsieur Jack

Pour le cinéma, on lui doit notamment Beetlejuice (1987) dont il est à l'origine et dont il coécrit le scénario pour Tim Burton. Il est chargé d'écrire celui de L'Étrange Noël de monsieur Jack (1993), mais la collaboration n'ira pas jusqu'au bout. Il signe le scénario de La Peau sur les os (1996), adapté du roman de Stephen King. Michael McDowell a également écrit la novélisation du film Cluedo en 1985. Le film était basé sur le jeu de société et comportait trois fins différentes ; cependant, la novélisation était basée sur le scénario du tournage et comprenait une quatrième fin, tournée, mais qui a été coupée avant la sortie du film.

## Analyse de l'œuvre

### Style
Patrick Marcel, traducteur en français de Toplin, décrit le ton de Michael McDowell dans ses livres comme "détaché, ironique et légèrement cynique".

#### Un écrivain commercial
Michael McDowell est l'un des dix-sept écrivains d'horreur britanniques et américains contemporains interviewés par Douglas E. Winter dans son livre d'entretiens Faces of Fear : Encounters with the Creators of Modern Horror (Berkley Books) en 1985. Dans cet interview, Michael McDowell dit à propos de son écriture :

« Je suis un écrivain commercial et j'en suis fier. J’aime être publié en livre de poche. Et je suis un artisan. Je suis très impliqué dans cette notion d’artisanat, dans le fait d’améliorer mon écriture, de la rendre claire, concise et de dire exactement ce que je veux dire, exactement ce que je pense, d’améliorer ma plume et de faire de mon mieux dans le genre dans lequel j’écris. J'écris des choses qui seront mises en vente dans une librairie le mois prochain. Je pense que c'est une erreur d'essayer d'écrire pour la postérité. J’écris pour que des gens puissent lire mes livres avec plaisir, qu’ils aient envie d’attraper un de mes romans, qu’ils passent un bon moment sans avoir à lutter. »

#### Une écriture visuelle

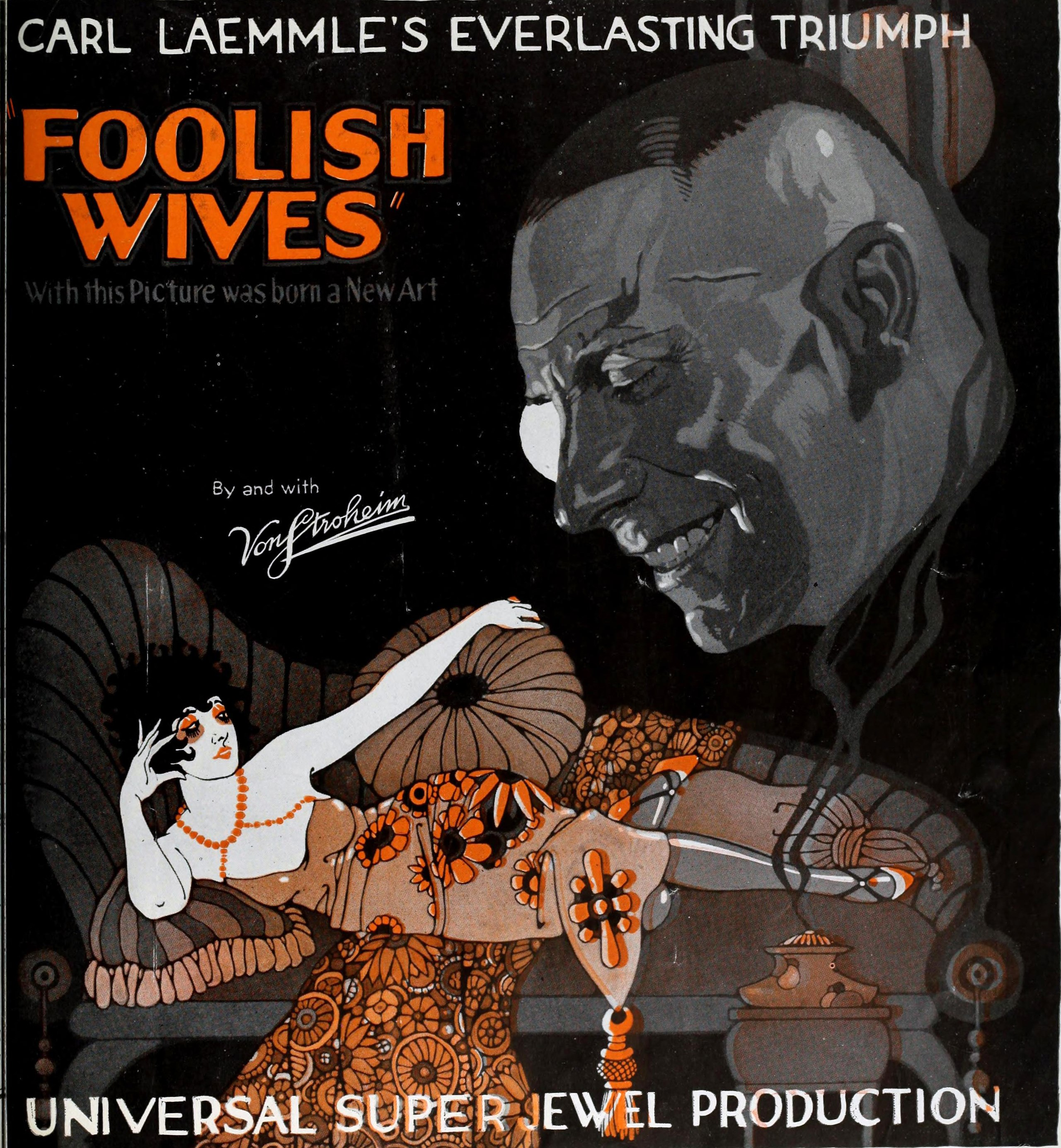
Affiche de Folies de femmes (1922)

L’une des forces de Michael McDowell en tant qu’auteur sont les images visuelles saisissantes qu’il emploie. Le cinéma a eu une influence majeure sur lui, en particulier l’œuvre d’Erich von Stroheim :

« À cause de son idée tordue de la morale et de ses tableaux vivants si révélateurs et maîtrisés. Je pense notamment à Folies de femmes, La Veuve joyeuse et La Symphonie nuptiale. Et des films japonais tels que Onibaba, Kuroneko et Double Suicide à Amijima ont vraiment changé ma façon de voir les choses, et plus particulièrement en ce qui concerne l’horreur. Pour ce qui est des films d’horreur américains, ou plutôt occidentaux – j’aime les films de série Z : I Eat Your Skin, Wrestling Women vs. The Aztec Mummy, Enfer mécanique, Drive-In Massacre. Plus ils sont cheap, mieux c’est. »

Michael McDowell souligne la différence fondamentale entre les films d'horreur et la littérature d'horreur, qui se situe au niveau de la temporalité de l'action. Son métier de scénariste fait qu'il maîtrise les scènes très visuelles, qu'il incorpore à ses romans pour créer des effets presque cinématographiques :

« Réfléchissez un peu à la différence entre les films d’horreur et la littérature d’horreur. Les films se déroulent en temps réel, il est donc possible d’avoir des événements soudains – une main qui surgit par une porte le fera en direct. Mais dans un livre, ça ne se passe pas comme ça. Alors comment ralentit-on un lecteur, comment le fait-on accélérer et comment le fait-on lire rapidement ? Ce sont des choses qu’il faut apprendre, mais c’est difficile. Stephen King est très doué dans ce domaine, et je crois que moi aussi je le suis. Ces effets, grosso modo, on les obtient avec des mots longs, des mots courts, des phrases longues, des phrases courtes, la sonorité des mots – des mots abrégés ou des mots étirés – c’est une des choses qu’on apprend en écrivant beaucoup. Certaines personnes n’y parviennent jamais, peu importe combien de temps elles écrivent, mais les bons écrivains si. »

C’est ce genre d’imagerie très visuelle plus que l’histoire qui stimule son imagination et anime son œuvre. Il déclare : 
« Je ne ressasse pas les histoires qui ont influencé ma vie, mais je ressasse les tableaux vivants qui l’ont fait. Comme Max Schreck dans Nosferatu, à peine quelques images vues dans mes films préférés. J’aime cette impression d’intégrer un tableau dans un livre, de créer une simple planéité avec des personnages collés dessus. On peut commencer de cette manière, puis mettre de la profondeur avec des dialogues et des descriptions. C’est généralement ainsi que j’écris mes scènes – comme une photo prise au téléobjectif. Le résultat semble d’abord très plat, puis tout à coup l’image prend de la profondeur et permet de voir ce qui se passe vraiment. Bizarrement, c’est ainsi que je conçois les dialogues et le discours. J’aime quand les dialogues sont clairement délimités. »

### Sources d'inspiration
Les sources d'inspiration de Michael McDowell sont multiples. Comme Lovecraft, il imprègne son œuvre de ses racines, le lieu où il a grandi : l'Alabama. 
« J’ai adopté le Sud comme équivalent de sa Nouvelle-Angleterre, et ça fonctionne très bien pour moi. Il m’a aussi appris à me servir des sens, notamment ceux que l’on n’associe normalement pas à l’écriture, comme l’odeur – surtout l’odeur, chez Lovecraft. Et l’ouïe également. Ce principe esthétique est essentiel pour moi. Certes, il écrit dans un style ampoulé, mais il m’a fait comprendre – car il est évident que c’est ce qu’il faisait – que la sonorité d’une phrase peut être aussi porteuse de sens que les mots derrière ces sons. Ce que je veux dire, c’est qu’il y a cinquante façons différentes d’écrire “un coup de feu retentit” tout en transmettant cette même information, mais il n’y en a qu’une qui convienne. Dans un paragraphe en particulier, on peut décider de prendre deux secondes à l’esprit du lecteur ou seulement un dixième de seconde, il faut faire un choix. On peut vouloir que cela figure dans un paragraphe à part, pour avoir plus de blancs de chaque côté. C’est le genre de choses auxquelles pensera un bon écrivain.

Michael McDowell ressent également l'influence d'une autrice :
« Eudora Welty – je ne suis pas sûr que cela lui fasse plaisir. Une grande partie de l’extravagance dans la façon de parler de mes personnages vient de Welty, à force de la voir faire dans ses livres.

### Motifs récurrents

#### La famille
La famille est l'un des motifs récurrents de l’œuvre de Michael McDowell. C'est une thématique qui le fascine et autour de laquelle est par exemple centrée sa saga Blackwater. Pourtant, il déclare ne pas vouloir de famille :
Cela ne me dit rien d’avoir une famille à moi, mais il faut pourtant qu’il y ait des familles – c’est juste que je n’ai aucune envie d’avoir quoi que ce soit à faire avec elles. Je les trouve violentes, oppressantes, manipulatrices – et pour toutes ces raisons, elles sont aussi intéressantes. Je n’ai pas de famille en ce moment – j’en ai en Alabama, mais pas près de moi. J’ai des amis avec moi, mais les amis ont tendance à être plus ou moins du même âge ou de la même génération. Et même si vous avez des amis de vingt-deux ans et d’autres qui en ont cinquante-cinq, il s’agit en général de relations horizontales. 

À l'inverse des relations choisies, qu'il décrit comme horizontales, Michael McDowell voit les liens familiaux comme verticaux, et c'est précisément ce qu'il trouve intéressant : 
On est en contact avec des enfants, des parents, des grands-parents, des nièces, des neveux, et toutes ces relations sont verticales. Je pense que les relations verticales sont plus intenses que les relations horizontales. Il est toujours possible de mettre un frein à ces dernières, de les repousser. Mais les relations verticales vous touchent au plus profond. Elles sont comme des poutres plantées en vous, et il y a plus de possibilités de drames dans des relations auxquelles vous êtes attaché ainsi comme à un tuteur. Et c’est pour cette raison que j’écris sur des familles.
Patrick Marcel le confirme : « Les familles, chez McDowell, sont monstrueuses. »

## Œuvres littéraires

### Romans
- The Amulet (1979) ; rééd. en 2013 par Valancourt Books, avec une nouvelle introduction de Poppy Z. Brite.
- Cold Moon Over Babylon (1980) ; rééd. en 2015 par Valancourt Books, avec une nouvelle introduction de Douglas E. Winter ; trad. fr. Gérard Coisne, Les Brumes de Babylone, Paris, Presses Pocket, 1991  (ISBN 978-2266032209) ; nouvelle éd. Lune froide sur Babylone, Bordeaux, Monsieur Toussaint Louverture, coll. Bibliothèque McDowell, trad. fr. Gérard Coisne révisée par Hélène Charrier, 460 p., 2024  (ISBN 978-2381961699)
- Gilded Needles (Les Aiguilles d’or) (1980) ; rééd. en 2015 par Valancourt Books, avec une nouvelle introduction de Christopher Fowler ; trad. fr. Jean Szlamowicz, Bordeaux, Monsieur Toussaint Louverture, 520 p., 2023  (ISBN 978-2381961361)
- The Elementals (1981) ; rééd. en 2014 par Valancourt Books, avec une nouvelle introduction de Michael Rowe ; trad. fr. Jacques Guiod, Cauchemars de sable, Paris, Presses Pocket, 1991  (ISBN 978-2266035996)
- Katie (1982) ; rééd. en 2015 par Valancourt Books ; trad. fr. Jean Szlamowicz, Bordeaux, Monsieur Toussaint Louverture, 455 p., 2024  (ISBN 978-2381961538)
- Blackwater, The Mysterious Saga of The Caskey Family (Blackwater, L'épique saga de la famille Caskey) (1983).
Une inondation désastreuse à Perdido, en Alabama, laisse derrière elle une nouvelle arrivante mystérieuse, Elinor Dammert, qui se marie bientôt à la riche famille Caskey. Mais Elinor partage un lien secret et surnaturel avec la rivière Blackwater qui détermine à la fois la subsistance et le destin de Perdido. Au cours des cinquante années suivantes, l'influence d'Elinor apporte prospérité, animosité, mort et réconciliation aux Caskey[15]. Blackwater a été initialement publié par Avon publishing en six romans, au rythme d’un par mois de janvier à juin 1983.
  - 1. The Flood (La Crue)
  - 2. The Levee (La Digue)
  - 3. The House (La Maison)
  - 4. The War (La Guerre)
  - 5. The Fortune (La Fortune)
  - 6. Rain (Pluie)

Les livres 1 à 3 et 4 à 6 de la série Blackwater ont été rassemblés dans deux recueils publiés en 1983, immédiatement après la publication originale en série.
En 2014, la série a été rééditée par Tough Times Publishing sous forme de livres électroniques des volumes individuels originaux et d'un seul recueil, Blackwater : The Complete Caskey Family Saga. En 2015, une autre publication grand format de la série complète, avec des illustrations de Patrick Loehr et une introduction de l'auteur Poppy Z. Brite, est sortie en édition limitée chez Centipede Press. La série a été rééditée en 2017 par Valancourt Books, avec une nouvelle introduction de Nathan Ballingrud (en).
En avril 2022 la maison d'édition bordelaise Monsieur Toussaint Louverture publie une traduction en français de La Crue[16], premier tome de la série Blackwater. Le texte restait jusque-là inédit en français. L'éditeur annonce la publication d'un nouveau tome toutes les deux semaines à partir du 7 avril [17] jusqu'au 17 juin 2022[18].
- Toplin (Toplin), (1985) ; rééd. en 2017 par Valancourt Books. Publié en français sous le titre Toplin, (suivi de) Miss Mack ; Au déclin de Halley, trad. fr. Patrick Marcel, éditions Gréco, « Hantises », 1989.
- 1985 : Clue (1985). (novélisation du film).
- 1985 : La série Jack and Susan (1985). Tous les romans de cette série ont été réimprimés en 2013 par Felony & Mayhem Press.

1. Jack and Susan in 1953 (1985).
2. Jack and Susan in 1913 (1986).
3. Jack and Susan in 1933 (1987).

- Candles Burning (Calliope, la voix des flammes), (2006). Achevé par Tabitha King après la mort de McDowell ; trad. fr. Claudine Richetin, Calliope, la voix des femmes, Télémaque, 2009.

### Nouvelles
- Miss Mack dans Halloween Horrors (septembre 1986, Ed. Alan Ryan, Doubleday) ; rééd. dans The Valancourt Book of Horror Stories, Vol. 1 (octobre 2016, Valancourt Books).
- Halley's Passing dans The Twilight Zone Magazine (juin 1987, Ed. Rod Serling) ; rééd. dans The Year's Best Science Fiction : Fifth Annual Collection (mai 1988, St. Martin's Press) et dans The Year's Best Fantasy: First Annual Collection (1988, Ed. Ellen Datlow et Terri Windling)

### En tant qu'Axel Young (avec Dennis Schuetz)
- Blood Rubies (1982) ; rééd. en 2017 par Valancourt Books.
- Wicked Stepmother (1983) ; rééd. en 2017 par Valancourt Books.

### En tant que Nathan Aldyne (avec Dennis Schuetz)
- Les romans policiers Valentine et Lovelace, tous réédités en 2014 par Felony & Mayhem Press.

1. Vermillion (1980) : Le meurtre d'un jeune arnaqueur malchanceux attire l'attention non désirée d'un politicien bigot sur la communauté gay très soudée de Boston. Daniel Valentine, barman à la tête froide, et sa meilleure amie Clarisse Lovelace, courageuse et téméraire, se retrouvent involontairement impliqués dans la chasse au tueur.
2. Cobalt (1982) : Une escapade estivale tranquille pour Daniel et Clarisse est interrompue lorsque le corps d'un beau playboy local est découvert sur la plage, et il y a beaucoup trop de gens qui voulaient sa mort.
3. Ardoise (1984) : Daniel et Clarisse ont enfin réalisé leur rêve d'ouvrir leur propre bar gay. Tout va bien jusqu'à ce qu'un homme mort apparaisse sur la piste de danse et que Daniel doive laver son nom.
4. Canary (1986) : Lorsqu'un tueur en série se met à jeter des corps près du bar de Valentine, Daniel et Clarisse craignent que la prochaine victime soit Daniel lui-même.

### En tant que Preston Macadam
- Michael Sheriff, The Shield: African Assignment (1985)
- Michael Sheriff, The Shield: Arabian Assault (1985)
- Michael Sheriff, The Shield: Island Intrigue (1985)

### En tant que Mike McCray
- Plusieurs titres dans la série Black Beret (1984-1987)

## Filmographie

### Cinéma
Scénariste
- 1988 : Beetlejuice
- 1990 : Darkside, les contes de la nuit noire , segments Lot 249 et Lover's Vow
- 1993 : L'Étrange Noël de monsieur Jack
- 1996 : La Peau sur les os

### Télévision
Scénariste
- 1984-1988 : Histoires de l'autre monde, 11 épisodes
- 1986 : Alfred Hitchcock présente, épisode Le Bocal (The Jar)
- 1986 : Histoires fantastiques, saison 2, épisode Miscalculation
- 1989 : Les Contes de la crypte, épisode Lover Come Hack to Me
- 1989 : Monsters, saison 1, épisode La Strega
- 1990 : Monsters, saison 2, épisode Far Below

Réalisateur
- 1986 : Histoires fantastiques, saison3, épisode Seasons of Belief

## Distinctions
Nominations
- Saturn Awards 1990 : meilleur scénario pour Beetlejuice
- Prix Hugo 1989 : meilleur film pour Beetlejuice
- Prix Hugo 1994 : meilleur film pour L'Étrange Noël de monsieur Jack